# Бета-вариант SARS-CoV-2

Страны с подтвержденными случаями заражения штаммом 501.V2 по состоянию на 29 декабря 2020 года

Бета-вариант коронавируса SARS-CoV-2, также известный как линия 501.V2, 20C/501Y.V2 или B.1.351 (в прессе также встречаются названия «африканский штамм» или «южноафриканский штамм») — вариант вируса SARS-CoV-2, вызывающего COVID-19. Впервые обнаружен в округе Бухта Нельсона Манделы Восточно-Капской провинции ЮАР, о чём сообщило министерство здравоохранения ЮАР 18 декабря 2020 года.

## Характеристика
Содержит несколько мутаций, которые позволяют ему легче прикрепляться к клеткам человека из-за трех мутаций в рецептор-связывающем домене (RBD) в спайковом гликопротеине вируса: N501Y (аминокислота аспарагин (N) заменена на аминокислоту тирозин (Y) в позиции 501), K417N и E484K. Две из этих мутаций (E484K и N501Y) находятся в рецептор-связывающем мотиве (RBM) рецептор-связывающего домена (RBD).
Мутация N501Y также была обнаружена в штамме 202012/01, широко распространившимся в Великобритании. Две другие мутации, обнаруженные в 501.V2 — E484K и K417N, в британском штамме отсутствуют. Кроме того, 501.V2 не имеет мутации 69-70del, обнаруженной в другом штамме.

## Обнаружение
Новый штамм был обнаружен путем секвенирования полного генома. Несколько геномных последовательностей из этой линии были отправлены в базу данных генетических последовательностей GISAID, например, последовательность EPI_ISL_678597.

## Международное распространение
23 декабря Мэтт Хэнкок объявил, что два человека, которые приехали из Южной Африки в Великобританию, были инфицированы 501.V2. 28 декабря этот штамм был обнаружен у двух человек в Швейцарии и у одного человека в Финляндии. 29 декабря штамм был обнаружен у путешественника, приехавшего из Южной Африки в Японию, и у одного международного путешественника в Квинсленде, Австралия. 30 декабря штамм был обнаружен в Замбии. 31 декабря он был также обнаружен во Франции у пассажира, возвращавшегося из Южной Африки. 2 января 2021 года первый случай заражения этим штаммом был выявлен в Южной Корее. Австрия сообщила о своем первом случае заражения этим штаммом, а также о четырёх случаях заражения британским штаммом 4 января. 8 января 2021 года Ирландия сообщила об обнаружении 3 случаев заболевания этим штаммом, все из которых были связаны с поездками из Южной Африки.
В России данный штамм впервые был выявлен в марте 2021 года.

## Нечувствительность к вакцинам
4 января 2021 года газета The Telegraph сообщила, что оксфордский иммунолог сэр Джон Белл считает, что новый южноафриканский штамм вызывает «большой вопрос», поскольку он может быть устойчивым к вакцинам, тем самым разрушая надежды и заменяя их страхом. В тот же день профессор вакцинологии Шабир Мадхи заявил CBS News, что нет уверенности в том, что новый штамм 501.V2 сможет «обойти» защиту вакциной, но он полагает, что она «может быть менее эффективна». Дополнительные мутации в белке-шипе в штамме 501.V2 были названы доцентом кафедры клеточной микробиологии Университета Рединга Саймоном Кларком как вызывающий беспокойство фактор, поскольку они «могут сделать вирус менее восприимчивым к иммунному ответу, вызванному вакциной». Лоуренс Янг, вирусолог из Уорикского университета, также отметил, что множественные спайковые мутации этого штамма «могут привести к некоторому уходу от иммунной защиты».
Некоторые исследования показывают ускользание этого штамма от нейтрализующего многоклонального антитела, нацеленного на спайк-белок SARS-CoV-2.
Угур Сахин, исполнительный директор BioNTech, заявил, что необходимы дальнейшие исследования, чтобы убедиться, что нынешняя вакцина производства этой компании работает против штамма 501.V2, однако, если вакцину будет необходимо скорректировать, компания может сделать это примерно за 6 недель.
8 января Guardian сообщила, что вакцина Pfizer и BioNTech от COVID-19 показала в тестах, включающих 20 анализов крови, что она способна обеспечивать защиту от штамма 501.V2. Необходимы дальнейшие исследования, чтобы установить точную степень защиты.
Компания Модерна планирует протестировать новую версию своей вакцины, специально модифицированную для защиты от штамма 501.V2, аналогичные меры предпринимает компания Novavax. По данным клинического исследования вакцины Ad26.COV2.S компании Johnson & Johnson, её эффективность на юге Африки на 15 % ниже, чем в США (57 % и 72 % соответственно); разница, вероятно, связана с распространенностью штамма 501.V2 в ЮАР. Ещё одно исследование вакцины (NVX-CoV2373 производства Novavax) показало эффективность в 60 % (для ВИЧ-негативных участников) в Южной Африке по сравнению с эффективностью 90 % в Великобритании. По данным Reuters, вакцина Pfizer лишь немного менее эффективна против 501.V2. Компания AstraZeneca планирует адаптировать свою вакцину к данному штамму, новая вакцина должна быть готова к осени 2021.
24 февраля 2021 года компания Модерна объявила о начале клинических исследований новой версии своей вакцины. Новая версия разработана специально для борьбы с 501.V2.

### Мутация E484K
Сообщается, что изменение аминокислоты E484K, мутация рецептор-связывающего домена (RBD), «связана с ускользанием от нейтрализующих антител», что может отрицательно повлиять на эффективность вакцин против COVID, нацеленных на спайк-белок. Спайковая мутация E484K была связана со случаем повторного заражения штаммом 501.V2 SARS-CoV-2 в Бразилии, что, по мнению исследователей, было первым подобным случаем повторного заражения штаммом, содержащим данную мутацию.

## Статистика
| Страна                   | Подтвержденных случаев | Дата            | Источники |
| ------------------------ | ---------------------- | --------------- | --------- |
| Великобритания           | 2                      | 23 декабря 2020 | [ 27 ]    |
| Швейцария                | 2                      | 28 декабря 2020 | [ 28 ]    |
| Финляндия                | 1                      | 28 декабря 2020 | [ 29 ]    |
| Япония                   | 1                      | 29 декабря 2020 | [ 30 ]    |
| Австралия                | 1                      | 29 декабря 2020 | [ 31 ]    |
| Замбия                   | 1                      | 30 декабря 2020 | [ 32 ]    |
| Франция                  | 1                      | 31 декабря 2020 | [ 33 ]    |
| Южная Корея              | 1                      | 2 января 2021   | [ 34 ]    |
| Австрия                  | 1                      | 4 января 2021   | [ 35 ]    |
| Ирландия                 | 3                      | 8 января 2021   | [ 36 ]    |
| Канада                   | 1                      | 8 января 2021   | [ 37 ]    |
| В мире (11 других стран) | 15                     |                 |           |